# Metchosin
Metschosin ( / m ə tʃ oʊ z ɪ n / ) je venkovská obec a komunita v oblasti Velké Victorie (sdružuje 13 obcí aglomerace hlavního města), na jižním cípu ostrova Vancouver, v kanadské provincii Britská Kolumbie. Podle sčítání lidu v roce 2021 měla 5067 obyvatel.

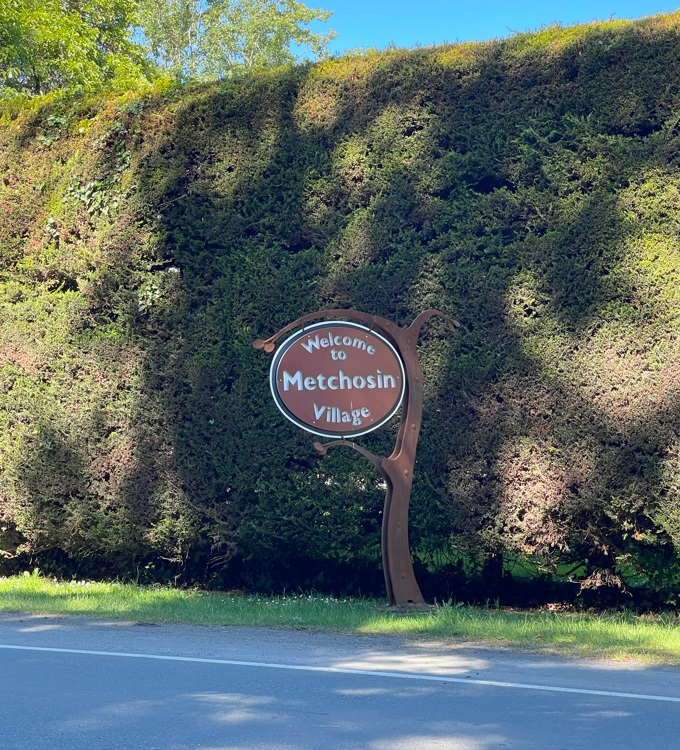
Uvítací cedule obce Metchosin ze severu od města Colwood.

Centrum obce se nachází na křižovatce Happy Valley Road, William Head Road a Metchosin Road, kde se nachází většina vybavení obce. V okolí centra je poté umístěna většina místních lokálních a rodinných farem. Do okrajů obce jsou poté situovány rozlehlé lesy doplněné převážně rezidenčním charakterem.

## Okolí a Poloha
Metchosin je přímořská zemědělská komunita, na severu hraničící s městy Colwood a Langford, na východě a jihu omývaná úžinou Juan de Fuca, na západě hraničící s městem Sooke a na severu přiléhající k rozlehlé oblasti Malahat.
Mimo oblast Velké Victorie (Greater Victoria) je obec součástí užšího Západního společenství (Western Communities), které zahrnuje obce na západ od samotného hlavního města. Je součástí provinčního volebního obvodu Juan de Fuca-Malahat pro zákonodárné shromáždění Britské Kolumbie v Kanadě (spolu s vedlejším městem Sooke, vzdálenějšími městy Mill Bay a Port Renfrew a neregistrovanou oblastí Malahat).
Severozápadní částí obce prochází významná regionální silnice 14, známá jako Sooke Road, která propojuje hlavní populační centra západního cípu ostrova s hlavním městem.

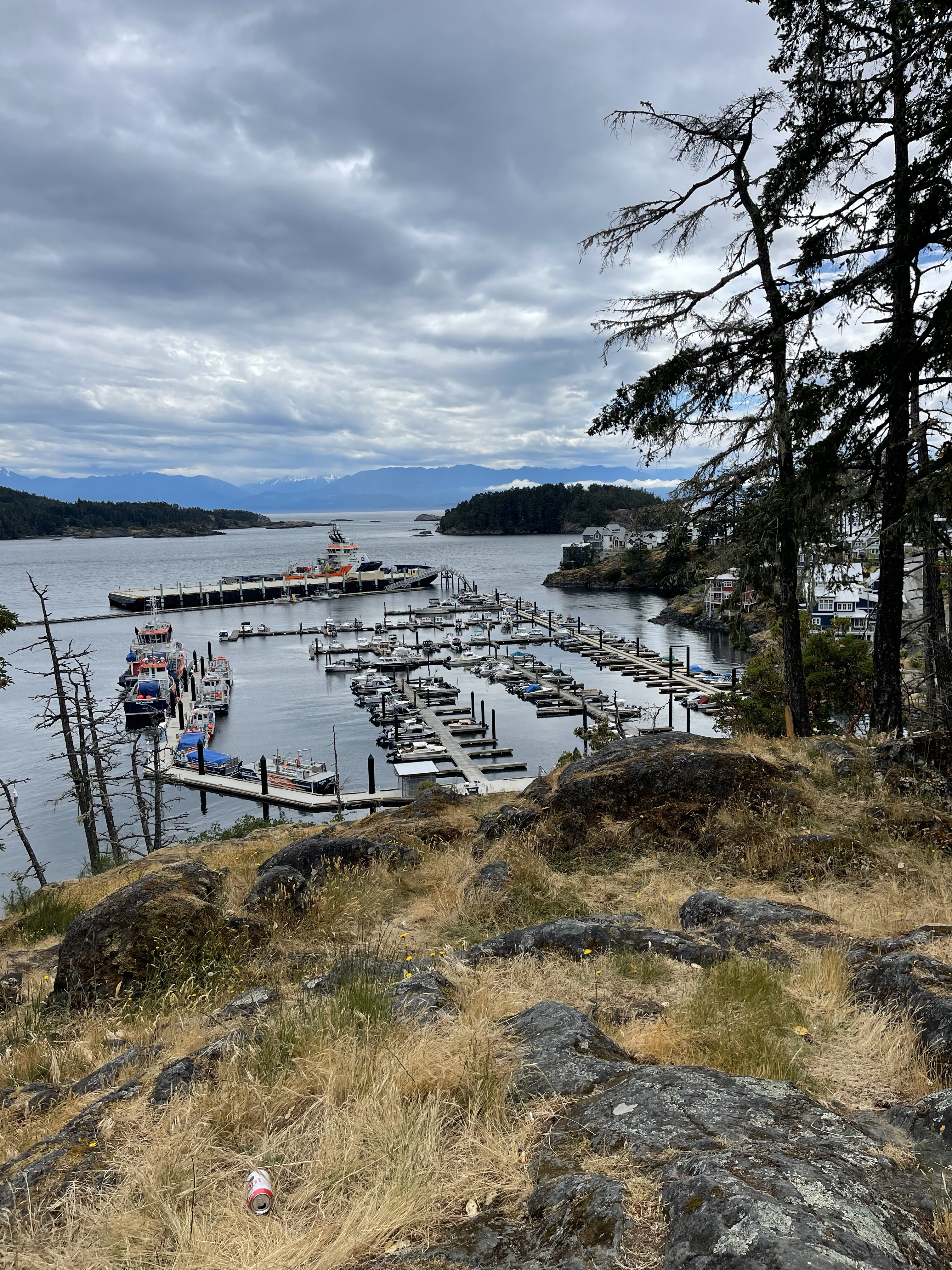
Nedaleká Becher Bay z území prvního národa Sc'ianew s jejich Cheanuh Marina a osadou Spirit Bay

U pobřeží se také nachází tři části nedaleké hlavní pacifické námořní základny kanadské armády - CFB Esquimalt (konkrétně výcvikové středisko Albert Head, muniční základna Rocky Point a pozorovací stanice Marry Hill). U vojenského zařízení Marry Hill se nachází také William Head Institution (federální nápravný ústav s minimálním zabezpečením pro muže). Při jihozápadním cípu obce se nachází území prvního národa Sc’ianew - Spirit Bay v rámci zátoky Becher Bay (která administrativně již spadá do města Sooke).

## Dějiny
V oblasti Metchosinu žili kmeny prvního národa z jazykové skupiny Salishan. Především ostrovního pobřežního dialektu Halkomelem. Jejich potomky žijícími v rezervaci u jihozápadního okraje obce je první národ Sc’ianew.

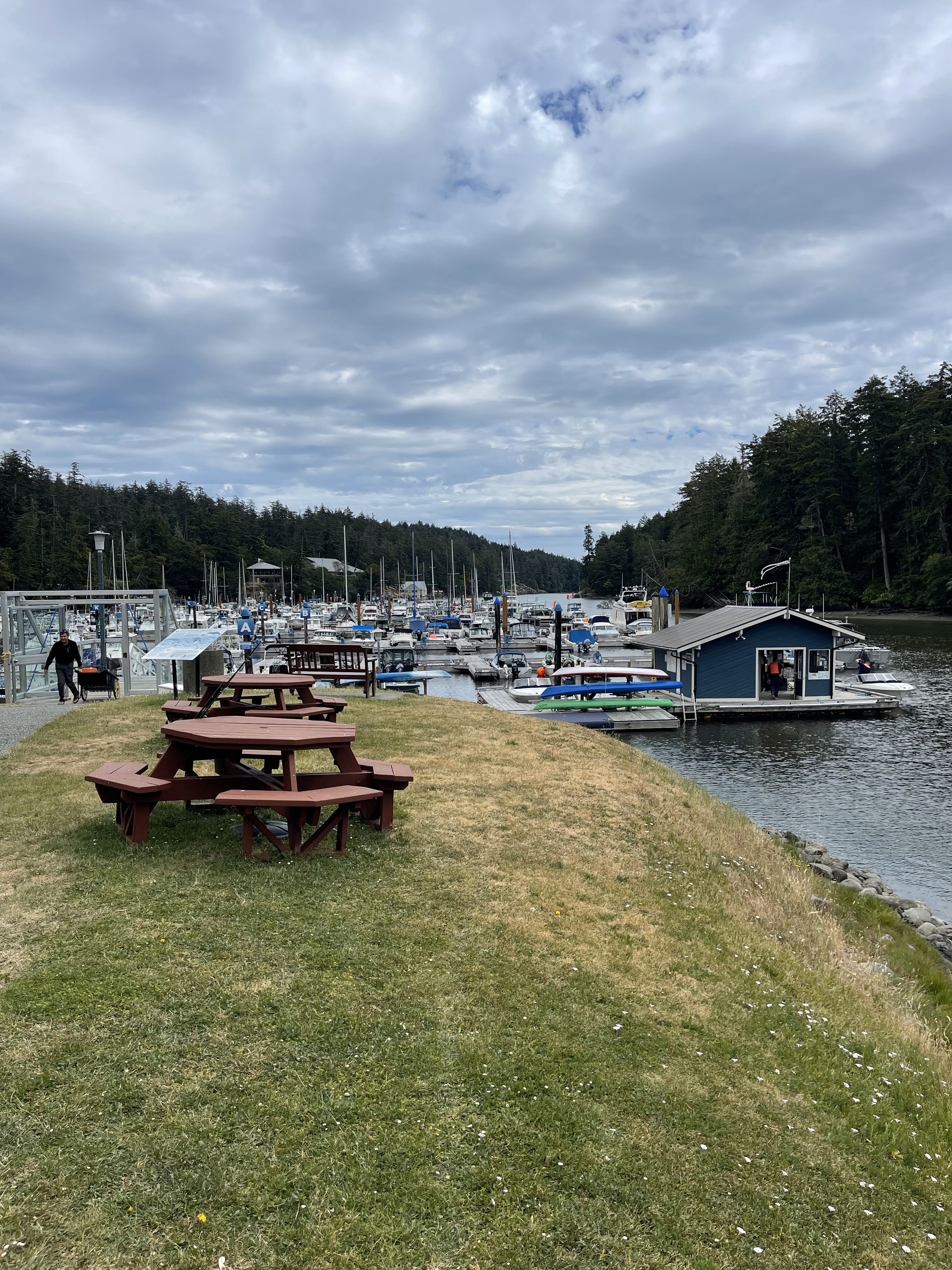
Zátoka Pedder Bay s přístavem, na levé straně Pearson College UWC, na pravé pak vojenská základna CFB Esquimalt – Rocky Point, v povzdálí CFB Esquimalt – Mary Hill

První Evropané stanuli v oblasti Pedder Bay v roce 1790. Byla to španělská průzkumná expedice vedená Manuelem Quimperem. O dva roky později provedl britský kapitán George Vancouver podrobné průzkumy pobřeží.
Území si nejprve nárokovali Španělé, kteří oblast prozkoumávali od roku 1774 a podle svého názoru měli na celou oblast východního pobřeží Pacifiku nárok. To popřeli Britové, jelikož jejich kapitán James Cook ostrov objevil během svého průzkumu této oblasti v roce 1778. O tuto oblast však měli zájem i Rusové, přicházející z Aljašky, a později i nově vzniklé Spojené státy v rámci tzv. Oregonského teritoria. Všechny tyto nároky vyústily v Nootka krizi, při níž Španělé začali zajímat britské obchodní lodě. Připravovaný vojenský střet ukončila francouzská revoluce, která způsobila oslabení Španělska a následné diplomatické vyřešení sporu. To vedlo k postupnému ovládnutí celého ostrova Brity. První britská základna byla na ostrově postavena v roce 1843 v místě dnešního města Victoria.
V roce 1842 navštívil oblast dnešního Metchosinu James Douglas při průzkumu pro novou stanici Společnosti Hudsonova zálivu, která následně vznikla v nedaleké Victorii. Od této základny se rozšiřovaly farmy a osídlení, až v roce 1851 zakoupil jistý pan Bilston území okolo dnešní Witty's Lagoon a založil zde první farmu. Toto území se ze začátku využívalo na chov dobytka a do města Victoria vedla jen lesní cesta (zhruba den cesty na povoze). Většina spojení byla proto obsluhována loděmi z pobřeží. V roce 1861 byl u pobřeží dokončen maják a Bilstonovu farmu nakonec koupil pan Witty, který část své půdy daroval na výstavbu kostela a školy. Obec se postupně rozrůstala a na rozdíl od městského prostředí zde převládaly velké pozemky s farmami. Obec se oficiálně sloučila v roce 1984 v magistrát okresu Metchosin. Toto sloučení bylo uskutečněno i kvůli ochraně charakteru venkovské obce, kde není podporována developerská výstavba ani dělení pozemků na menší části. Dnes obec platí za oblíbené výletní místo, nachází se zde několik farem s produkty a turistickým zázemím. V poslední době narůstá počet obyvatel v důsledku stěhování lépe situovaných lidí z hlavního města.

## Vybavení obce
V obci Metchosin se nachází jediný větší přístav, a to Pedder Bay Marina vklíněná mezi základnami Marry Hill a Rocky Point.
Nachází se zde taktéž dva anglikánské kostely (starý Saint Mary the Virgin a nový St. Mary Of The Incarnation).

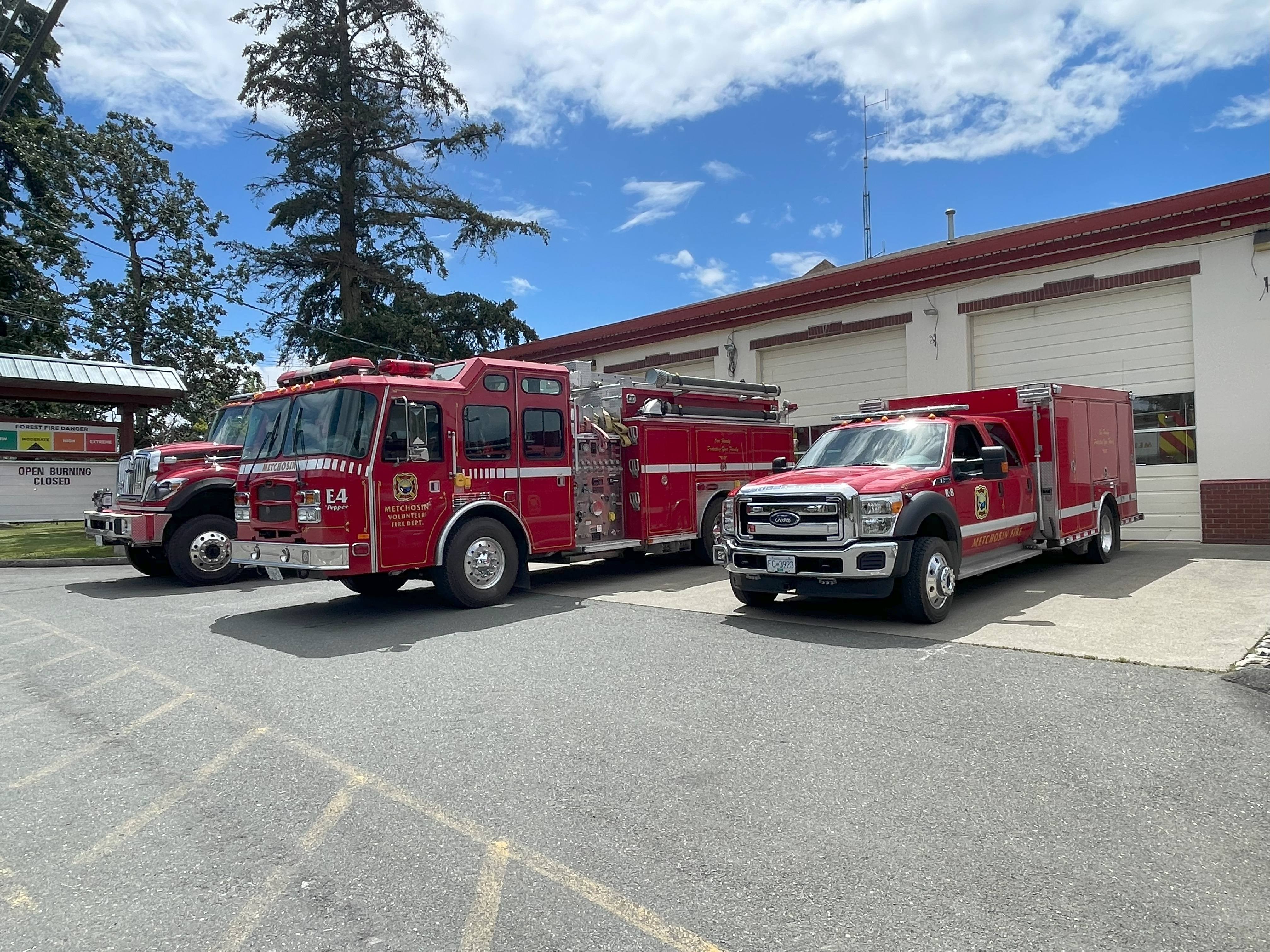
Hasičská stanice obce Metchosin s vozy

Obec je mimo to vybavena radnicí, komunitním centrem (Metchosin Arts & Cultural Centre, Metchosin Community Hall, Metchosin Farmers' Market atd.) a hasičskou stanicí.

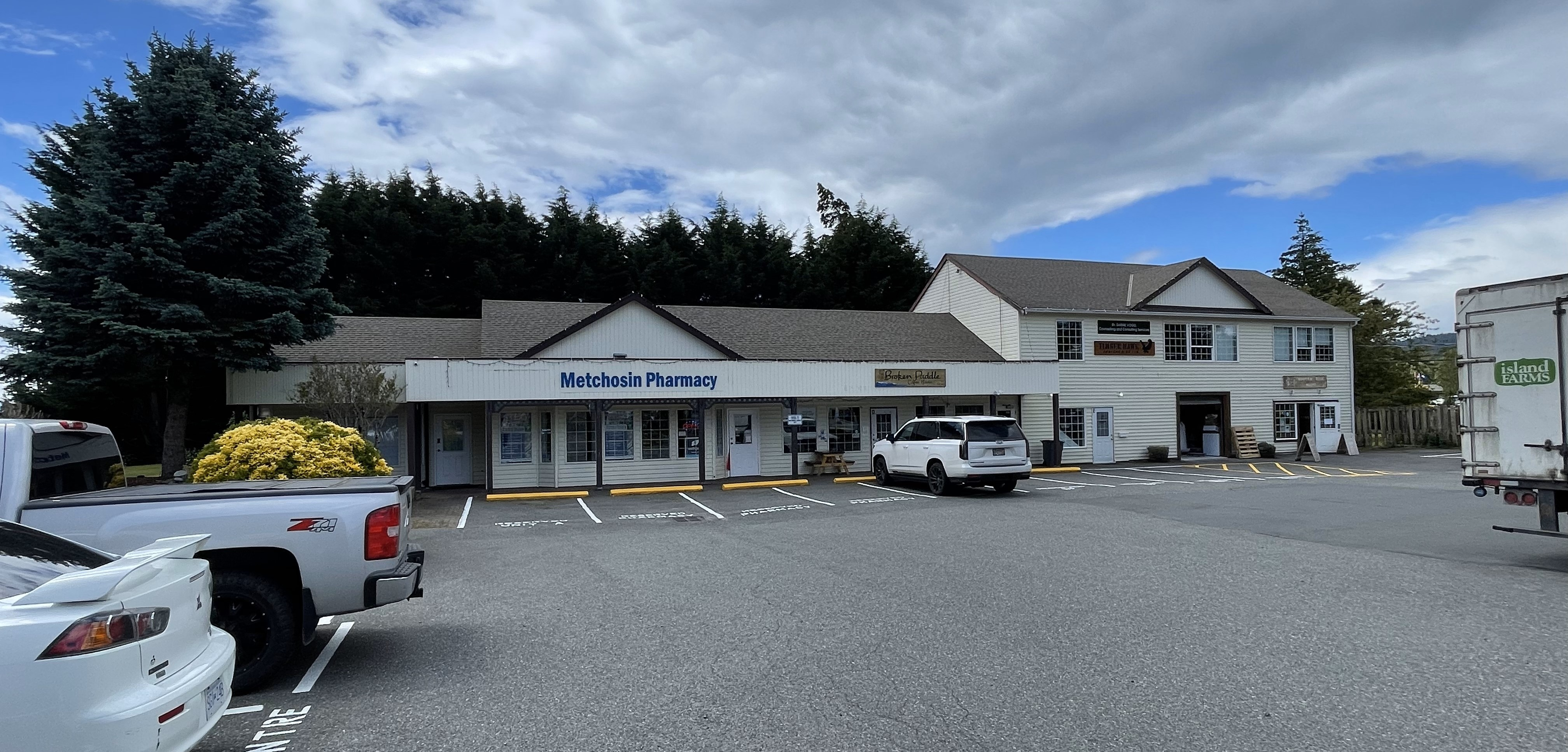
Část zástavby v centru s lékárnou, pekárnou s mlýnem a dalším obecním vybavením, Metchosin

Soukromě je zde provozován smíšený obchod, pekárna s vlastním mlýnem (Nootka Rose Milling), lékárna, dvě restaurace (My-Chosen Café a Pedder Bay Café), pivovar (Mile Zero Brewing), dvě muzea (Metchosin Pioneer Museum a Metchosin School Museum) a řada dalších menších podniků a obchodů převážně venkovského a farmářského zaměření.

## Školství
V obci se mimo to nachází tři školní zařízení:
- Hans Helgesen Elementary
- West-Mont Montessori School - škola Montessoriho vzdělávaní[11]
- Pearson College UWC (Lester B. Pearson United World College of the Pacific)[12] - významná mezinárodní škola.

## Příroda
V obci jsou taktéž tři regionální parky:
- Witty's Lagoon Regional Park
- Devonian Regional Park
- Matheson Lake Regional Park

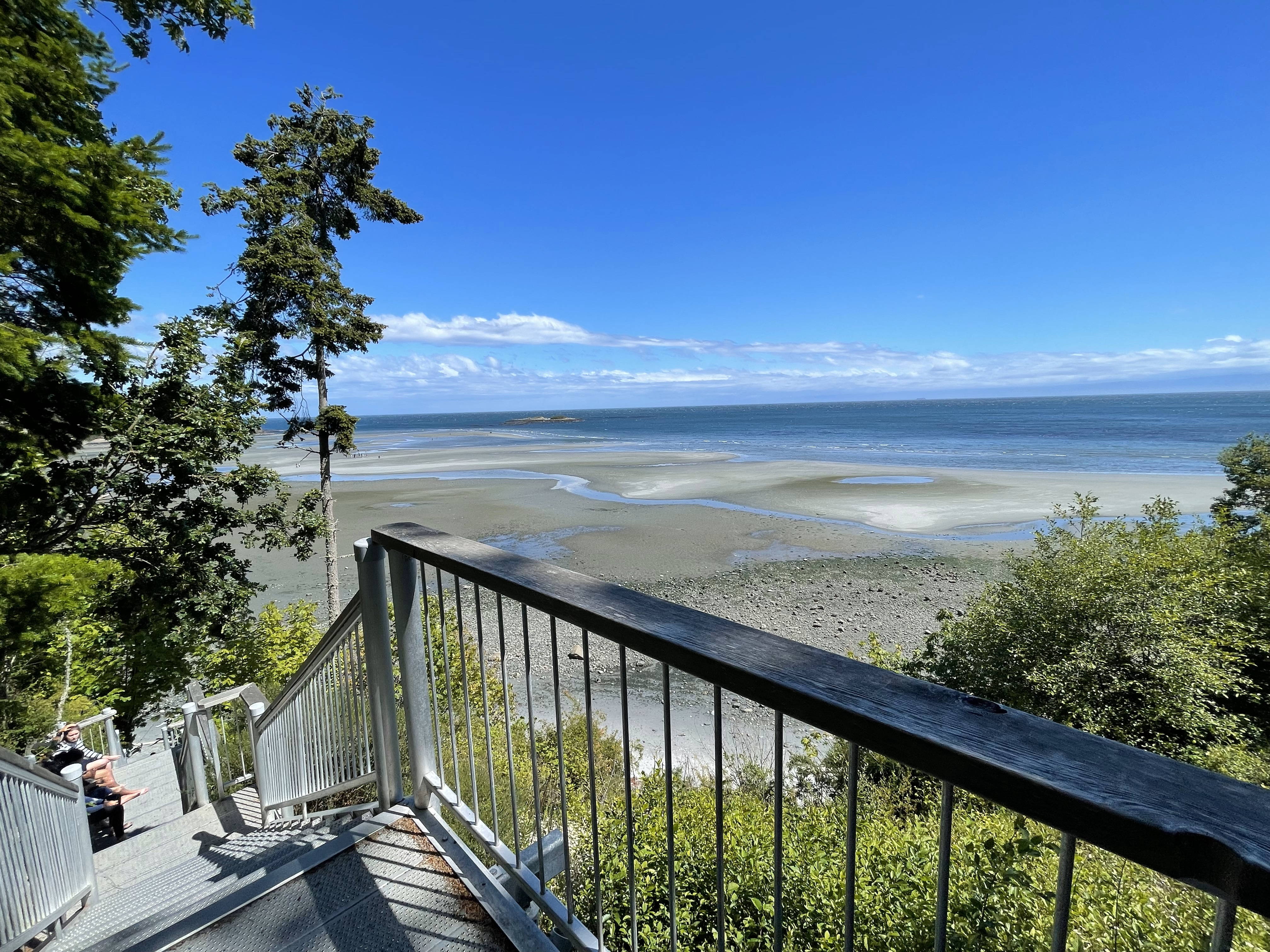
Jižní schody k Witty's Lagoon, Metchosin

Převážně zalesněné a zemědělské území obce je protkáno sítí lokálních trailů pro pěší, koně i kola.

## Hospodářství
Obec je charakterizována menšími lokálními a rodinnými farmami.